# 何思謙
何思謙（葡萄牙語：Alexandre Ho；1947年2月14日—2009年8月16日），廣西藤县人，生於澳門。年青時曾到菲律賓和瑞士讀書深造，取得碩士學歷；返澳後出任多項公職，1989年起擔任首任澳門消費者委員會執行委員會主席。何思謙曾當選過第三至第五屆澳門立法會議員，屬當時的「民生派」代表。何思謙也是澳門首位設辦事處的立法議員。2008年底被揭發涉嫌貪污，2009年8月16日在廣東珠海自殺身亡。

## 家庭
何思謙的父親是一名治安警察，包括何思謙在內共育有七個兒女，而何思謙在同輩中排第二，兒時家境清貧；澳門著名會計師何美華是何思謙的妹妹。何思謙是為天主教教友，自幼領受聖洗；38歲時與蕭鳳蓮結婚，並育有女兒。

## 生平

### 學歷
何思謙於1947年2月14日在澳門出生；1966年時畢業於名校粵華中學，之後到過澳門明愛轄下中心工作。1969年受明愛的神父提拔，以公費被保送到菲律賓薩維爾大學（Xavier University）修讀社會工作訓練。1973年後考入瑞士費堡大學（Fribourg University）修讀法國文學和英國文學，並兼修新聞；六年後取得碩士學位。後再報讀瑞士芝龍國際中心（Centre International de Glion；今為芝龍高等教育學院）酒店管理文憑課程，花了15個月把課程完成。

### 擔任公職與涉足政壇
何思謙修完學業後，便先後到過維也納和葡萄牙的酒店工作，因而通曉五種語言。何思謙在葡萄牙工作期間，時任教育文化暨旅遊政務司的黎祖智入住在何工作的酒店。由於澳門當時只有很少華人擁有如何思謙的學歷，故黎祖智認識何思謙後，便勸何思謙回到澳門培訓旅遊及酒店業人材。何思謙在1982年中返澳，並先後出任社會工作司、旅遊司訓練廳廳長，以及旅業學校（旅遊學院前身的一部份）校長。
1984年何思謙以「澳門友誼繁榮協進會」名義參選第三屆立法會選舉直選組別，並取得了一個議席，打破了土生葡人和親北京人士以「聯合提名委員會」的名義在議會的壟斷。隨後便成立了澳門首家議員辦事處為市民服務。其後於1988年第四屆立法會選舉中，他聯同梁金泉和汪長南組成「友誼促進會」參與直選，並標榜自己為「民生派」，結果以最高票數8245票當選連任，三人入局。1989年消費者委員會成立，何思謙獲委任為該會的執行委員會主席。
1990年3月29日，治安警員集體到澳督府前示威要求加薪，澳門總督文禮治急召政府高官及立法會議員到澳督府開會，何思謙到場時被警員毆打襲擊；蓋因在此之前，何思謙在舊外港碼頭與警員爭執，並出言挑釁，而他在早前也已表明其反對加薪的立場。由於選舉制度改變，1992年第五屆立法會選舉何梁汪三人中，只有何思謙連任；1996年第六屆立法會選舉中更連任失敗。
然而何思謙繼續出任消委會執委會主席；1999年澳門回歸後獲留任，在任期間落實過多項提案，如成立消費爭議仲裁中心、推行「誠信店」和「標準足金成色認可證」等計劃，並致力為消費者爭取權益。

### 涉嫌貪污
2008年12月5日，澳門廉政公署揭發何思謙涉嫌自2004年起濫用職權，在公務採購程序中串同親屬操控報價和詐騙、以及公務上之侵佔和行賄受賄等，相關款項總金額為六百萬澳門元，何當中獲利二萬多。何當日被移送檢察院偵訊，又被刑庭預審法官施以防範性停職，何並交保釋金10萬澳門元保釋候查，而其消委會執委會主席職務則由消委會全職委員黃翰寧暫代；廉署人員此後便再沒有接觸過何思謙，但專員張裕在2009年8月14日被記者問到案件進展，開始時就指「短期內......」，後來才意識到涉及的是何思謙，即以「保密原則」為由拒絕繼續作答。

### 自殺
2009年8月16日下午5時許，何思謙獨自前往廣東省珠海市拱北街道，並入住金葉酒店五樓一間客房內。約兩小時後，何思謙被發現在客房內吊頸自殺身亡，並留有遺書；遺書中表示自己患有癌症和寫有一些消極語句。珠海警方接報後到場調查事件，及後已排除他殺的可能。而何思謙家屬於翌日中午在珠海為其辦理出殯手續，隨後將遺體火化。
至於澳門廉政公署則隨即終止調查何思謙涉貪案，及至10月29日案件被移送至澳門檢察院，最後於11月6日檢察院宣布以何死亡為由把案件歸檔。

## 備註
1. ↑  1999年澳門回歸後，社會工作司和旅遊司分別改稱為社會工作局和旅遊局。
2. ↑   註: